# Anticonvulsivo

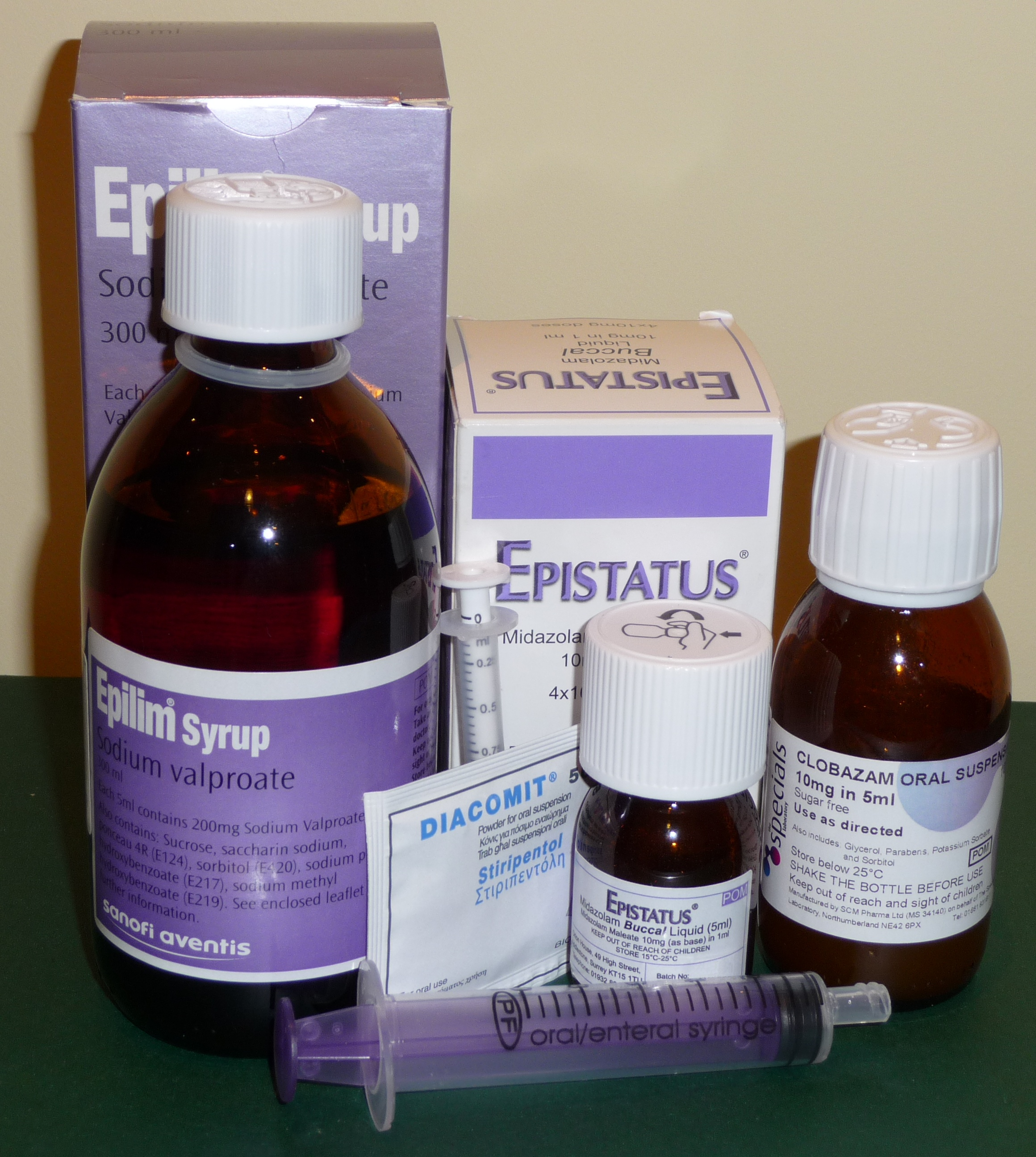
Ácido valpróico, estiripentol, clobazam e midazolam são exemplos de anticonvulsivantes.

Um anticonvulsivo ou antiepilético é uma classe de fármacos utilizada para a prevenção e tratamento das crises convulsivas e epiléticas, neuralgias e também no tratamento de transtornos de humor, como transtorno bipolar e ciclotimia. Os anticonvulsivos funcionam suprimindo a ativação rápida e excessiva dos neurônios durante convulsões e também evitam que a convulsão se espalhe pelo cérebro. Alguns pesquisadores observaram que os anticonvulsivos podem diminuir o QI em crianças, porém efeitos colaterais como esse devem ser comparados com o risco que as crises convulsivas em crianças carregam, como o risco de sequelas neurológicas e morte.
Fármacos anticonvulsivos podem atuar bloqueando os canais de sódio ou intensificar a função do ácido gama-aminobutírico. Vários anticonvulsivos possuem mecanismos de ação múltiplos ou desconhecidos.
Há uma série de matérias para os anticonvulsivos, elaborados com gorduras, derivados de frutose, ureia, triazinas, valprolamidas, entre outros.

## Fármacos

### Aldeídos
- Paraldeído: usado particularmente onde não há métodos de ressuscitação disponíveis ou quando a respiração do paciente está comprometida pois, diferente do diazepam e de outros benzodiazepínicos, não suprime a respiração em doses terapêuticas.[4][5]

### Barbitúricos
Barbitúricos são fármacos que agem como depressores do sistema nervoso central e por conta disso, produzem um amplo espectro de efeitos, desde sedação até anestesia.
- Fenobarbital
- Metilfenobarbital
- Barbexaclona

### Benzodiazepínicos
Os benzodiazepínicos são fármacos com propriedades hipnóticas, ansiolíticas, anticonvulsivas, amnésicas e de relaxamento muscular. Agem como depressores do sistema nervoso central. A potência relativa de cada um desses fármacos varia bastante e influencia as indicações do fármaco. Uso a longo-prazo pode ser problemático devido ao desenvolvimento de tolerância aos efeitos anticonvulsivos e dependência.
- Clobazam
- Clonazepam
- Clorazepato
- Diazepam
- Midazolam
- Lorazepam

### Carboxamidas
- Carbamazepina
- Oxcarbazepina
- Eslicarbazepina

### Ácidos graxos
- Valproatos  — ácido valpróico, valproato de sódio, valproato semi-sódico.
- Vigabatrina
- Progabida

### Derivados da frutose
- Topiramato

### Análogos do ácido gama-aminobutírico
- Gabapentina
- Pregabalina

### Hidantoínas
- Fenitoína
- Etotoína
- Mefenitoína

### Pirrolidinas
- Brivaracetam
- Levetiracetam
- Seletracetam

### Triazinas
- Lamotrigina

## Uso na gravidez
Todos os anticonvulsivantes tem risco de deformidades entre 2% e 16%, mas a epilepsia em si também aumenta dobra ou triplica o risco. Em um grupo de mais de 500 mulheres com epilepsia que não tomavam nenhum medicamento anticonvulsivante a incidência foi de 8,5% de deformidades fetais. Quanto mais graves as crises maior o risco. O risco é maior se está associado a outros anticonvulsivantes chegando a 25% quando se tomam 4 anticonvulsivantes simultaneamente. Tomado sozinho o risco é de:
- Ácido valproico: 16,0%
- Gabapentina: 6,5%
- Carbamazepina: 3%
- Topiramato: 3%
- Lamotrigina: 1,8%
- Outros: em média 2,4%

Estudos indicam que cerca de 90% nascem sem nenhum defeito. Os defeitos mais frequentes causados pelos anticonvulsivos foram:
- Cardíacos (1,5 a 2%)
- Fenda palatina (1,4%)
- Anomalias urogenitais (1,7%)
- Defeitos neurológicos (1 a 3,8%)
- Aborto espontâneos ou natimorto (4%)

Nota: Os defeitos neurológicos são mais comuns com carbamazepina e valproato. Enquanto em um estudo com topiramato, os únicos defeitos foram fenda palatina. O uso de ácido fólico após o início da gravidez não reduziu o risco de deformidades significativamente em mulheres com epilepsia.

## Uso na lactância
Em relação à amamentação, alguns anticonvulsivantes passam para o leite materno em quantidades clinicamente significativas, incluindo primidona e levetiracetam. Por outro lado, valproato, fenobarbital, fenitoína, carbamazepina provavelmente não passam para o leite materno em quantidades clinicamente importantes. É importante usar doses menores e apenas um fármaco durante a lactação, pois m estudos com animais indicam que causam neurodegeneração nos recém-nascidos.

## Historia
As drogas mais antigas como carbamazepina, fenitoína, ácido valproico, fenobarbital e os anticonvulsivos mais recentes como gabapentina, lamotrigina, oxcarbazepina ou topiramato se diferenciam pouco em eficácia tanto em prevenir crises generalizadas quanto parciais, mas as mais novas geralmente a tem menos efeitos colaterais e são mais caras. Recomenda-se experimentar várias drogas ao longo dos anos até encontrar a que cause menos efeitos colaterais e maiores benefícios a cada paciente.